# Georg Hartje
Georg Hartje (* 1900 in München; † nicht bekannt) war ein deutscher Bildhauer.

## Leben und Werk
Hartje lebte ab 1926 in Dortmund und arbeitete dort für verschiedene öffentliche Auftraggeber. Er studierte im Wintersemester 1924/25 Bildhauerei an der Akademie der Bildenden Künste in München Mit seiner Frau, der Bildhauerin Grete Hartje-Coers, war er 1926 bis 1943 wiederholt auf den Großen Westfälischen Kunstausstellungen präsent, die seit 1934 alljährlich im „Haus der Kunst“ in Dortmund stattfanden. Für das Finanzamt Dortmund entwarf er das Relief mit Arbeitsdarstellungen (1938) und an der Dortmunder Kaserne das Relief „Bergmann, Soldat, Hüttenmann“ (1939). Seine Arbeiten aus den 1930er Jahren gelten als „ganz dem Nationalsozialismus verpflichtet“. 
Auch nach 1945 waren Hartjes gegenständliche Skulpturen gefragt. Sein mächtiges Wisent aus Bronze, das 1959 im Dortmunder Westfalenpark seinen Platz fand, war 1957 entstanden. 
In den 1950er Jahren lebte Hartje in Langscheid am Sorpesee. Sein Todesdatum ist nicht bekannt.

## Werke (Auswahl)
| Bezeichnung                      | Bild           | Standort                                                                      | Errichtung Einweihung | Weitere Informationen |
| -------------------------------- | -------------- | ----------------------------------------------------------------------------- | --------------------- | --- |
| Wisent (Rendsburg)               | weitere Bilder | Rendsburg, Ecke Berliner Straße / Hindenburgstraße (Lage)                     | 1959/62               | [ 3 ] |
| Bierkutscher-Relief              |                | Dortmund, Mitte, Hoher Wall 38 / Rheinische Straße, Novum Hotel Unique (Lage) | um 1955/60            | Maße: Höhe: ca. 2 m, Breite: ca. 3 m; Technik und Material: Travertin |
| Gedenktafel für das Alte Rathaus |                | Dortmund, Mitte, Alter Markt (Lage)                                           | 1957                  | Maße: Höhe: 1,2 m, Breite: 1,2 m, Tiefe: 0,3 m; Technik und Material: Bronze |
| Wisent (Dortmund)                |                | Dortmund, Westfalenpark (Lage)                                                | 1957/59               | |
| Harkort-Denkmal                  |                | Dortmund-Hombruch, Harkortstr./Marktplatz (Lage)                              | 1955                  | Friedrich Harkort (Industriepionier, gestorben in Hombruch). Technik und Material: Bronze, Natursteinsockel; Maße: Höhe: Insgesamt: 3,07 m; Sockel: 1,15 m; Durchmesser: 0,85 m |
| Mähnenschaf                      | weitere Bilder | Zoo Dortmund (Lage)                                                           | um 1953               | Technik und Material: Bronze auf Betonbecken. Maße: Höhe: Becken: 0,82 m; Bronzeaufsatz: 0,8 m; Durchmesser: außen 1,3 m                                                        |
| Merkur Skulptur                  |                | Dortmund, Mitte, Musikschule (Lage)                                           | um 1955/60            | Technik und Material: Bronze; Maße: Höhe: ca. 0,5 m, Breite: ca. 0,4 m, Tiefe: ca. 0,4 m                                                                                        |
| Wilhelm von Humboldt Skulptur    |                | Dortmund-Gartenstadt, Gesamtschule Gartenstadt (Lage)                         | 1952                  | Wilhelm von Humboldt (Bildungsreformer). Technik und Material: Naturstein. Maße: Höhe: 3,5 m, Breite: 1,7 m                                                                     |
| Heiliger Michael                 |                | Sundern (Lage)                                                                | 1960                  | Die Statue des Heiligen Michael befindet sich am neuen Ehrenmal gegenüber der Schützenhalle, das am 13. November 1960 (Volkstrauertag) eingeweiht wurde                         |